# یواس‌اس هانا
یواس‌اس هانا (به انگلیسی: USS Hannah) یک کشتی بود.